# WWE Raw (игра)
WWE Raw (также известная как WWF Raw или WWF Raw is War, в зависимости от версии) — компьютерная игра, симулятор реслинга, выпущенный компанией THQ в 2002 году для Microsoft Xbox и Windows. Основана на одноименном реслинг-шоу. Это была последняя игра о WWE, выпущенная на ПК, до выхода WWE 2K15 тринадцать лет спустя, в 2015 году.
Сиквел WWE Raw 2 был выпущен в 2003 году. Это также последняя игра, выпущенная под брендом WWF, так как World Wrestling Federation сменила свое название на World Wrestling Entertainment в мае того же года.

## Геймплей
Игрок берёт управление борцом без правил — реслером. Бой проходит на ринге, а также за его пределами в течение 10 или 20 секунд, либо, если установлено правилами, неограниченное время. Одновременно на ринге может находиться до 8 бойцов, игроки могут управлять лишь четырьмя одновременно. Каждый реслер обладает уникальным набором ударов и приёмов. Во время захвата игрок может нанести удар, бросок, зайти за спину противника либо толкнуть его на турнбакл или канаты. Также игрок может блокировать удар, нанести контрудар или увернуться (зависит от наносимого удара). Кроме того, игрок может бегать, залезать на турнбаклы и края ринга и оттуда наносить наносить удары по противнику. Чтобы победить, игрок должен продержать противника на лопатках три секунды либо заставить сдаться от болевого приёма.
В игре есть возможность использовать оружие ближнего боя. В зале за рингом находится несколько ящиков, которые можно разбить. Внутри могут оказаться различные трубы, биты, бытовая техника, запчасти мотоцикла и т. п. Также внутри может находиться одежда — головные уборы, цепи, очки и др., которые, кроме использования в драке, можно надеть на себя, нажав на кнопку «использовать». Складные стулья, столы, стремянка находятся в свободном доступе. Некоторые предметы имеют свойство ломаться от ударов (обломки тоже можно использовать для боя).
Во время боя на экране отображаются некоторые элементы HUD, которые можно отключить в опциях. Под моделью борца находится шкала игрока, на которой отображается энергия, показатель готовности сдаться и их угол. Шкала, которая побольше — энергия, которая убывает при использовании ударов и при беге, восполняется во время отдыха. Шкала поменьше — шкала готовности сдаться, если она начала мигать — боец готов сдаться, чем чаще мигает, тем меньше у бойца шансов вырваться из захвата. В какой стороне меньшая шкала, в той стороне угол игрока. Внизу экрана расположена шкала популярности, на которой, нанесены номера игроков и области разных цветов, принадлежащие им. Чем больше цветная область игрока, тем больше его популярность. Популярность увеличивается при разнообразном наборе ударов и приёмов, блокировке ударов, использовании насмешек и т. п., и уменьшается при использовании одних и тех же приёмов и получении урона от противника. Цвет секции игрока в шкале популярности соответствует цвету шкалы игрока.
В отличие от реального шоу, в игре на ринге судья не присутствует, а также полностью отсутствуют комментаторы. В игре практически отсутствует физика: например, хрупкая девушка Лита может запросто поднять над собой 130-килограммового Гробовщика.

### Режимы игры

#### Exhibition
Одиночный бой — один бой, без каких-либо наград и титулов. Возможна победа удержанием или болевым (опционально).
- 1 vs. 1 Match — обычный матч один на один.
- 2 vs. 2 Tag Team Match — матч команд 2х2. По одному бойцу от команды на ринге, ещё по одному — за канатами. Если один из них устал, второй может его подменить. Если один из основных бойцов за рингом, то запасные могут выйти на ринг или за ринг и начать сражаться. Когда боец укладывает противника на лопатки, его напарник будет стараться разорвать удержание, а напарник уложившего старается это предотвратить.
- 2 vs. 2 Tornado Match — матч 2х2, оба напарника находятся на ринге.
- Triple Threat Match — матч, в котором участвуют 3 бойца, каждый сам за себя.
- Fatal 4-Way — матч, в котором участвуют 4 бойца, каждый за себя.
- Battle Royal — матч на выбывание. Участвуют 4 бойца.
- 2 vs. 1 Handicap Match — матч два на одного. Правила аналогичны бою 1х1, различаются лишь балансом.
- 3 vs. 1 Handicap Match — матч три на одного. Аналогично предыдущему.

#### Title Match
Матч за титул — в этом режиме игрок сражается с противниками 1х1, завоёвывая пояс выбранной категории. Условия матча невозможно изменять.
- Champ — чемпионат, 12 противников.
- Inter Continental — чемпионат, 10 противников.
- European — чемпионат Европы, 8 противников.
- Hardcore — чемпионат, 8 противников. Единственный чемпионат с отсутствием дисквалификации и возможностью свободного использования подручных средств на ринге.
- Women’s — чемпионат среди женщин, 3 противника.

#### King of the Ring
Король ринга — в этом режиме проводится несколько боёв, победители которых проходят в следующий круг и встречаются между собой. И так далее до того, как останется один победитель.
- Single Tournament — бои 1х1, возможно с менеджером. 8 бойцов (16 с менеджерами), 7 боёв.
- Tag Tournament — бои командами, 2х2, возможно с менеджером. 8 бойцов (12 с менеджерами), 4 команды, 3 боя.
- Triple Threat Tournament — бои между 3 борцами, каждый за себя. 9 бойцов, 3 тройки, 4 боя.
- Fatal 4-Way Tournament — бои между 4 борцами, каждый за себя. 16 бойцов, 4 четвёрки, 5 боёв.

### Создание бойца
В WWE Raw, как и в большинстве других спортивных симуляторов, доступно создание своего персонажа. Можно выбрать пол, цвет кожи, внешность, голос, приёмы, боевые характеристики, одежду, способ выхода, спецэффекты при нём и изображение на титантроне. Одежда выбирается отдельными фрагментами: к исходному материалу (майке и трусам) можно «прилепить» рукава и штанины и тд. Есть возможность создать робота или антропоморфа.

## Ростер
Все персонажи в игре имеют прототипы в реальном шоу. Всего в игре 47 персонажей — 42 мужчины и 5 женщин.

### Рестлеры
| - Эл Сноу - Мэтт «Альберт» Блум - Пол «Биг Шоу» Уайт - Монти «Билли Ганн» Соуп - Джон «Брэдшоу» Лэйфилд - Марк «Бубба Рэй Дадли» ЛоМонако - Крис Бенуа - Крис Джерико - Джейсон «Кристиан» Ресо - Майк «Крэш» Локвуд - Дивон «Ди-Вон Дадли» Хьюз - Эдди Герреро - Адам «Эдж» Коплэнд - Рон «Фарук» Симмонс | - Фред Дёрст (камео) - Сёити «Фунаки» Фунаки - Тонга «Хаку» Фифита - Боб «Хардкор Холли» Холли - Джефф Харди - Питер «Джастин Крэдибл» Полако - Рон «К-Квик» Киллингс - Глэн «Кейн» Якобс - Курт Энгл - Мэтт Харди - Пэрри Сатурн - Скотт «Рэйвен» Леви - Террэнс «Рино» Джерин - Солофа «Рикиши» Фату | - Дуэйн «Скала» Джонсон - Шэйн МакМэхон - Мэтт «Спайк Дадли» Хайсон - Стив Блэкмен - Стив «Ледяная Глыба» Остин - Ёшихиро Тадзири - Така Мичиноку - Питер «Тазз» Синерхия - Эндрю «Тест» Мартин - Пол «Трипл Эйч» Левеск - Марк «Гробовщик» Кэлвей - Винс МакМэхон - Дарен «Уильям Ригал» Мэтьюс - Шон «Икс-Пак» Уолтман |

### Дивы
- Лиза «Ивори» Моретти
- Эми «Лита» Дюма
- Нора «Молли Холли» Гринуолд
- Стефани МакМэхон-Хэлмсли
- Патриция «Триш Стратус» Стратигиас

## Оценки
| Сводный рейтинг       | Сводный рейтинг  |
| Агрегатор             | Оценка           |
| --------------------- | ---------------- |
| GameRankings          | 64,52 %          |
| Metacritic            | 54 % (6 обзоров) |
| Иноязычные издания    |                  |
| Издание               | Оценка           |
| 1UP.com               | C                |
| ActionTrip            | 5,5/10           |
| GameSpot              | 5,7/10           |
| TeamXbox              | 6,9/10           |
| Русскоязычные издания |                  |
| Издание               | Оценка           |
| Absolute Games        | 85 %             |
| «Игромания»           | 7,0/10           |
| «Страна игр»          | 7,0/10           |

Игра неоднозначно принята критиками. Например, журналист 1UP.com отметил, что игра недоработана — скудный выбор режимов, не менее малые возможности в создании бойца, а что больше всего его разочаровало — полное отсутствие «мяса» и крови. Журналист из GameSpot к этим минусам также добавил малое количество борцов и отсутствие таких мировых звёзд, как Халк Хоган или Роб Ван Дам. Также он отметил скудный выбор арен для боя — лишь ринг, нельзя сражаться на улице, в коридоре, или даже в клетке, как было в WWF SmackDown!. Кроме того, журналист отметил медленность игры и плохое управление, и подвёл итог: игра разочаровывает, геймплей вял и значительно хуже, чем у консольных предшественников, и посоветовал игрокам лишь попробовать симулятор рестлинга, если у них нет консолей, в остальных же случаях обходить эту игру стороной.
Журналисты Игромании отнесли к плюсам стильное меню, множество реально существующих звёзд, море режимов и отличную музыку, но к минусам отнесли главное — играбельность. Также отметили графику — она хоть и хороша, но замыкается на «приставочном» 640х480. Как и зарубежные коллеги, они отметили, что лучше бы портировали на PC хит рестлинга WWF SmackDown! 2. А вот журналисту из AG.ru игра понравилась. Он отметил хорошую тяжёлую музыку и множество режимов игры. К недостаткам отнёс лишь двухмерную публику, и поставил игре весьма высокий балл — 85 %.